# Martin Krigh
Martin Krigh, född 23 juli 1991 i Bollnäs, Sverige är en svensk bandyspelare som sedan 2013 spelar för IK Tellus. Krigh är lagkapten i IK Tellus och har blivit en "poster boy" för föreningen, bland annat på grund av sitt skägg och sina framträdanden i en hel rad uppmärksammade videoinslag. I en match mot Hammarby IF på Zinkensdamms IP i december 2017 råkade Krigh ut för en skada efter en kollision med Ivan Lebedev där Lebedevs skridskoskena kapade Krighs hälsena. Skadan höll Krigh borta från bandyn resterande delen av säsongen 2017/2018.

## Meriter
Allsvensk mästare med IK Tellus 2019/2020.

## Statistik
| 2010/11 | Helenelunds IK | Division 1 Östra  | ?  | ?  | ?  | ?  | - | - | - | - | ?  | ?  |
| 2011/12 | Helenelunds IK | Division 1 Östra  | ?  | ?  | ?  | ?  | - | - | - | - | ?  | ?  |
| 2012/13 | Helenelunds IK | Division 1 Östra  | ?  | ?  | ?  | ?  | - | - | - | - | ?  | ?  |
| 2013/14 | IK Tellus      | Allsvenskan Norra | ?  | ?  | ?  | ?  | - | - | - | - | ?  | ?  |
| 2014/15 | IK Tellus      | Allsvenskan Norra | ?  | ?  | ?  | ?  | - | - | - | - | ?  | ?  |
| 2015/16 | IK Tellus      | Allsvenskan Norra | ?  | ?  | ?  | ?  | - | - | - | - | ?  | ?  |
| 2016/17 | IK Tellus      | Elitserien        | 25 | 2  | 4  | 6  | - | - | - | - | 25 | 6  |
| 2017/18 | IK Tellus      | Elitserien        | 10 | 1  | 3  | 4  | - | - | - | - | 10 | 4  |
| 2018/19 | IK Tellus      | Elitserien        | 24 | 3  | 3  | 6  | - | - | - | - | 24 | 6  |
| 2019/20 | IK Tellus      | Allsvenskan       | 22 | 7  | 5  | 12 | - | - | - | - | 22 | 12 |
| Totalt  |                |                   | 81 | 13 | 15 | 28 | - | - | - | - | 81 | 28 |

### Fotnoter
1. ↑  Bild: Andreas Tagg (10 oktober 2018). ”Martin Krigh – Tellus stora poster boy: "Skulle man kunna bli något mer än en medelmåtta?"”. bandypuls.se. https://www.bandypuls.se/logga-in/martin-krigh-tellus-stora-poster-boy-skulle-man-kunna-bli-nagot-mer-an-en-medelmatta. Läst 25 februari 2019.
2. ↑  ”IK Tellus Bandy | Krigh om skadan efter derbyt”. IK Tellus Bandy. 4 december 2017. Arkiverad från originalet den 26 februari 2019. https://web.archive.org/web/20190226045725/https://tellusbandy.se/krigh-om-skadan-efter-derbyt/. Läst 25 februari 2019.